# Пауша (Бихор)
Пауша (рум. Păușa) насеље је у Румунији у округу Бихор у општини Ножорид. Oпштина се налази на надморској висини од 131 m.

## Становништво
Према подацима из 2002. године у насељу је живело 288 становника.

### Попис2002.
| Расподела становништва по националности 2002.‍ | Расподела становништва по националности 2002.‍ | Расподела становништва по националности 2002.‍ | Расподела становништва по националности 2002.‍ | Расподела становништва по националности 2002.‍ |
| --------------------------------------------- | --------------------------------------------- | --------------------------------------------- | --------------------------------------------- | --------------------------------------------- |
|                                               |                                               |                                               |                                               |                                               |
| Румуни                                        | Румуни                                        |                                               | 269                                           | 93,4%                                         |
| Мађари                                        | Мађари                                        |                                               | 14                                            | 4,9%                                          |
| Словаци                                       | Словаци                                       |                                               | 5                                             | 1,7%                                          |